# Prometeu, el poema del foc
Prometeu, el poema del foc és l'última obra simfònica que Aleksandr Skriabin va compondre. Amb una duració d'uns vint minuts i un sol moviment, es considera part poema simfònic, part concert per a piano i part simfonia. Publicat el 1910, el Poema del Foc reflecteix les teories teològiques que el compositor havia anat desenvolupant els anys anteriors.

## Context
A finals de segle, Skriabin va començar a escriure obres orquestrals, aconseguint una reputació sòlida com a compositor que li va permetre obtenir una plaça com a professor al conservatori de Moscou el 1898. 5 anys més tard, però, va deixar la feina, la seva dona i els seus 4 fills per anar a voltar per Europa amb una jove admiradora. Va ser en aquest context que la seva música va començar a prendre una sonoritat molt més distingida, experimentant amb nous timbres i estructures harmòniques.
El 1905 Skriabin va descobrir les teories teosòfiques de Helena Petrovna Blavatsky, que van esdevenir la base del seu pensament. L'any 1909 se’n va anar a viure a Brussel·les, on es va involucrar en un cercle destacat de teosofistes. El líder d'aquest grup era el pintor simbolista Jean Delville, que va pintar la portada de la partitura general de Prometheus. Les idees de Skriabin van anar progressant cap a un egocentrisme cada vegada més evident, considerant-se a si mateix una figura capaç de canviar el món. S'expressa en la seva obsessió amb Mysterium, la seva obra culminant. S'havia d'interpretar en un temple especialment construït a l'Himàlaia, amb cada membre del públic participant en una obra d'art total que involucraria dansa, paraules, llums, olors i música. Segons la seva creença, Mysterium ens portaria a la fi de la humanitat tal com la coneixem, però va morir havent escrit només les primeres pàgines.
Prometheus és, doncs, l'obra que reflecteix millor la seva ideologia més madura i avançada, però en el moment en què la va escriure no ho va tenir present ja que considerava que Mysterium la deixaria en un pla molt inferior en tots els aspectes.
Faubion Bowers, a la seva biografia de Skriabin, va dir sobre Prometheus: “It exhales Brussels and the dense, mystical air of that city”. Se sap que el pintor Jean Delville, de qui Skriabin es va fer amic proper, formava part d'un culte secret anomenat “Fills de les Flames del Coneixement” que adorava la figura de Prometeu en la mitologia grega. Es creu que, durant el temps que Scriabin va viure a Brussel·les, els anys 1909 i 1910, també s'hi va involucrar.
Les pintures de Delville van ser part de la inspiració per les obres de Skriabin, i va ser ell qui va pintar la portada de l'obra. En aquesta, una lira (el món simbolitzat des de la música) sorgeix d'una flor de lotus (pot simbolitzar un úter, la ment o Àsia), i al mig de la lira hi ha la cara de Prometeu. Sobre la flor hi ha l'estrella de David, el símbol antic de Llucifer. Per a Skriabin, la figura de Llucifer no tenia res a veure amb el diable sinó que, en travessar el cel en la seva caiguda i originar un raig de llum, va il·luminar la humanitat de la mateixa manera que Prometeu. Per això ell s'identifica amb ambdues figures, perquè també es considerava un portador de la llum amb les seves obres.

## Temàtica
Per tal de canalitzar les seves idees en una simfonia, Skriabin ho identifica amb el mite de Prometeu, que dona nom a l'obra. En la mitologia grega, Prometeu era un tità que va robar el foc a Zeus per donar-lo a la humanitat. Zeus va considerar-ho una gran traïció perquè aquest regal dotava als humans d'un element de divinitat. Com a càstig, va lligar a Prometeu al mont Caucas, on cada dia era visitat per un voltor que li devorava el fetge, que se li regenerava durant la nit.
En aquest mite, el foc no és vist com a element de destrucció sinó que és creatiu, aporta il·luminació als humans. Per això inspira l'obra de Skriabin, perquè identifica la seva composició artística amb el foc de Prometeu, que il·lumina els humans i els acosta a les divinitats.

## Instrumentació
· 3 flautes, flautí, 3 oboès, corn anglès, 3 clarinets, clarinet baix, 3 fagots, contrafagot
· 8 trompes, 5 trompetes, 3 trombons, tuba
· Timbales, glockenspiel (per 2 intèrprets), campana tubular, plat, tam-tam, triangle, bombo
· Tastiera per luce, 2 arpes, celesta, piano, orgue, cordes i cor opcional

### Tastiera per luce
Es podria dir que la particularitat més significativa d'aquesta obra és el paper per a Tastiera per luce (teclat per a llums), un instrument que Skriabin va inventar per transmetre el que volia amb Prometheus. La funció d'aquest instrument era la de banyar la sala en una interacció de llums i colors envaint tota l'atmosfera. Alexander Mozer, professor d'enginyeria a la Technikum de Moscou, va construir aquest orgue de colors especialment per a Scriabin.
El paper de Tastiera per luce està molt lligat, doncs, al concepte de la sinestèsia: per a Skriabin, cada so estava directament relacionat a un color; i cada color, a una sensació concreta. Les relacions quedaven establertes de la següent manera:
El Fa#, lligat al color blau, representava la meditació i l'espiritualitat. El Do, equivalent al vermell, simbolitzava la humanitat. El Re, de color groc, es relacionava amb alegria intensa. Feia servir el La, representat pel verd, per fer referència a un estancament vegetatiu i putrefacte; mentre que el Lab, lila, es referia a la transició entre la vida i la immortalitat, que significava l'èxtasi espiritual.
Per lligar la part de la Tastiera per luce amb l'orquestra, la dota de dues veus. La veu superior sempre fa la nota (el color) que considera més destacada de l'harmonia canviant. La veu inferior, en canvi, es mou a poc a poc, glacialment, i simbolitza l'evolució i la involució, el respirar del Cosmos.
Aquest instrument, doncs, és l'element que relaciona més directament la simbologia i les intencions de l'obra amb el contingut pròpiament compositiu. Tot i així, mai s'ha arribat a portar a terme una representació tal com Skriabin l'havia imaginat a causa de les dificultats tècniques principalment.

## Produccions i repercussió
El 1909, el contrabaixista i director Serge Koussevitzky va animar a Skriabin a tornar a Rússia, i va ser ell qui va dirigir l'estrena de Prometheus el 2 de març de 1911. Skriabin va tocar la part del piano, i no es va representar la part de la Tastiera per luce. La resposta va quedar dividida entre els seguidors de Skriabin i les seves idees i la resta del públic, entre els quals hi va haver un nombre d'escèptics que va xiular i cridar al final de l'obra.
L'1 de febrer de 1913 es va tocar a Londres dues vegades en un mateix concert. Una part del públic va marxar després de la primera; però la majoria que es va quedar va admetre que, després d'una segona vegada, l'obra es feia molt més clara. El 14 de març de 1914 es va tornar a tocar a Londres amb Skriabin al piano. The Monthly Musical Record va publicar una crítica sobre el concert, amb fragments interessants per entendre el xoc que podia causar la composició al públic anglès de l'època:
It cannot honestly be said that the theosophical complexities of Prometheus appeared more intelligible than they did a year ago, when Sir Henry Wood gave two performances in the same programme. That the work has at times a strange beauty all its own is undeniable, but it is equally true that it contains a good deal that sounds to the uninitiated like mere noise; and, […], it is certainly not a 'cheerful noise.' Unmistakable signs of disapproval mingled with the applause at the end, but they were eventually drowned in the appreciated applause of those who apparently recognised the truth of M. Scriabin's picture of the struggle of man from 'the crepuscular, invertebrate state of Karma-less humanity' to his ultimate phase of development.
El 20 de març de 1915 Modest Altschuler va dirigir la primera funció representada amb el paper de la Tastiera per luce al Carnegie Hall. El programa del concert anunciava “The Most Talked of Musical Composition of the Twentieth Century”, però la realització tècnica va resultar decebent fins i tot al director. Els colors es van projectar feblement a una pantalla penjada sobre l'orquestra, i es van acabar barrejant en un gris fosc. Les crítiques van ser molt negatives, argumentant que la projecció de colors només afegia una altra capa de desordre a la música, ja caòtica de per si.
La producció més destacada de Prometheus fins ara és, segurament, la que es va portar a terme a la Universitat Yale el 20 de febrer de 1971 dirigida per John Mauceri. El musicòleg Hugh Macdonald explica que “es van repartir reflectors d'alumini a cada membre del públic, i aromes de legalitat dubtosa van omplir l'aire de l'auditori”. Edward Rothstein va descriure la sala com “inundada de fum, i llums d'escena de colors es van col·locar als passadissos i balcons. Cada oient tenia una tira de paper d'alumini, de manera que les línies de llum es dispersaven entre cada cos i la boira de fum”. Aquest esdeveniment va tenir tant de ressò que va sortir del món del clàssic i va arribar al radar de la cultura pop, apareixent fins i tot a la revista Life.